# Physalis caudella
Physalis caudella ist eine Pflanzenart aus der Gattung der Blasenkirschen (Physalis) in der Familie der Nachtschattengewächse (Solanaceae).

## Beschreibung
Physalis caudella eine ausdauernde Pflanze, die von einem tief liegenden Rhizom neu austreibt. Die Behaarung besteht aus unterschiedlichen, langen, gelenkigen Trichomen mit einer Länge von (1 bis) 1,5 bis 3 mm oder aus einer Mischung aus langen und kurzen Trichomen. Die Blattspreiten der größeren Laubblätter werden 4 bis 8 cm lang und (6 bis) 15 bis 40 mm lang. Die Blattränder sind ganzrandig oder unregelmäßig gewellt bis hervorspringend mit wenigen Zähnen besetzt.
Die Blüten stehen an 5 bis 10 mm langen Blütenstielen. Zur Blütezeit ist der Kelch 6 bis 12 mm lang und an der Basis der Kelchlappen 4 bis 6 mm breit. Die Kelchlappen sind 4 bis 7 mm lang und mehr oder weniger langgestreckt. Die Krone ist mit auffälligen rötlich-blauen oder violetten Malen gezeichnet und 11 bis 18 mm lang. Die Staubbeutel sind bläulich, rötlich-blau oder blau-grün und etwa 3 mm lang.
Die Frucht ist eine Beere, die von einem sich vergrößernden Kelch umschlossen wird. Der Kelch erreicht eine Länge von (20 bis) 25 bis 50 mm und einen Durchmesser von (20 bis) 25 bis 30 mm. Im oberen Teil ist er in (6 bis) 10 bis 15 (bis 17) mm lange Lappen geteilt. Der Stiel verlängert sich an der Frucht auf etwa 1 cm.

## Verbreitung
Die Art ist in Mexiko verbreitet.

## Systematik
Innerhalb der Gattung der Blasenkirschen (Physalis) wird die Art in die Sektion Lanceolatae der Untergattung Rydbergis eingeordnet.

## Nachweise